# سن رافائل (کالیفرنیا)
سان رافائل  (به انگلیسی: San Rafael) شهری در شهرستان مارین ایالت کالیفرنیا است که در سرشماری سال ۲۰۱۰ میلادی، ۵۷۷۱۳ نفر جمعیت داشته است.